# Physacanthus batanganus
Physacanthus batanganus là một loài thực vật có hoa trong họ Ô rô. Loài này được (G. Braun & K. Schum.) Lindau miêu tả khoa học đầu tiên năm 1900.